# 陈京 (清朝)
陈京，浙江会稽人，清朝政治人物。
陈京曾于1737年接替罗士瓒短暂任南汇县知县一职，同年由陈嵩接任。